# José Airton Cirilo
José Airton Félix Cirilo da Silva (Aracati, 21 de fevereiro de 1957) é um engenheiro civil, advogado e político brasileiro, filiado ao Partido dos Trabalhadores (PT). Atualmente, exerce o cargo de deputado federal pelo Ceará.

## Biografia
Formado em Engenharia Civil e em Direito pela Universidade de Fortaleza e fez mestrado em Direito Público pela Universidade Federal de Pernambuco (UFPE). Também cursou Administração pela Universidade Estadual do Ceará (UECE), mas não terminou o curso. Foi vereador de Aracati, prefeito de Icapuí por dois mandatos e vereador da capital cearense, Fortaleza.
Nas eleições de 1998, José Airton se candidatou ao governo do Ceará tendo como vice Heitor Férrer (PDT). Airton conseguiu 347.671 votos, equivalente a 13,90% do eleitorado, ficando em terceiro lugar na disputa.
Airton se candidatou novamente ao governo do Ceará nas eleições de 2002. No primeiro turno, realizado em 3 de outubro, obteve 924.690 votos (28,33%), levando pela primeira vez uma eleição estadual no Ceará a ser decidida no segundo turno, disputando contra Lúcio Alcântara (PSDB). A campanha de José Airton usou fortemente o slogan "Lula-lá, José Airton-cá". Airton finalizou o segundo turno, em 27 de outubro, com 1.762.679 votos (49,96%), perdendo por uma pequena diferença de 3.047 votos, o que percentualmente foi 0.08% dos votos válidos.
Em 2005 foi nomeado pelo então presidente Lula para a Diretoria na Agência Nacional de Transportes Terrestres.
Nas eleições de 2006, Airton foi eleito deputado federal com 59.334 votos. Foi reeleito deputado federal nas eleições de 2010, desta vez com 103.611 votos. Nas eleições de 2014 reelegeu-se novamente deputado federal, desta vez com 94.056 votos.